# Verwaltungsgemeinschaft Maßbach
In der Verwaltungsgemeinschaft Maßbach im unterfränkischen Landkreis Bad Kissingen haben sich folgende Gemeinden zur Erledigung ihrer Verwaltungsgeschäfte zusammengeschlossen:
1. Maßbach, Markt, 4415 Einwohner, 59,31 km²
2. Rannungen, 1156 Einwohner, 17,34 km²
3. Thundorf i.UFr., 986 Einwohner, 15,58 km²

Der Sitz der Verwaltungsgemeinschaft ist Maßbach, Vorsitzender ist Matthias Klement.